# Lipnica (Czarnogóra)
Lipnica (cyr. Липница) – miasto w Czarnogórze, w gminie Bijelo Polje. W 2011 roku liczyło 656 mieszkańców.